# Ryszard Ścigalski
Ryszard Ścigalski (ur. 22 marca 1954 w Łodzi) – polski zapaśnik, trener, olimpijczyk z Moskwy 1980.
Zawodnik walczący w stylu wolnym w wadze półśredniej (74 kg). Mistrz Polski w latach 1977-1981.
Uczestnik mistrzostw świata w Mińsku (1975) oraz w Lozannie (1977).
Uczestnik mistrzostw Europy w: 1979 roku (5. miejsce), 1980 roku (6. miejsce), 1981 roku (5. miejsce).
Na igrzyskach w Moskwie wystartował w wadze półśredniej zajmując 5. miejsce.
Po zakończeniu kariery sportowej podjął pracę trenera w klubie Budowlani Łódź w latach 1982-1983, oraz Włókniarz Łódź (w latach 1984-2000).